# VS Bank
«VS Bank» (ВіЕс Банк) — колишній український банк з головним офісом у Львові, один з перших комерційних банків. Заснований в 1991 році під назвою «Електронбанк», у 2008 році був перейменований у «Фольксбанк», з 2013 року носив назву «ВіЕс Банк». Станом на 01.01.2018 року налічував 35 відділень у західних та центральних областях України. Обслуговував близько 49 тисяч фізичних та 9 тисяч юридичних осіб. Був партнером об'єднаної банкоматної мережі «АТМоСфера». Загальні активи станом на початок 2018 року становили 2,646 мільярдів гривень. "ВіЕс Банк" входив до групи Банків "з приватним капіталом" згідно класифікації НБУ банків України. Чистий прибуток "ВіЕс Банку" станом на 01.01.2018 р. склав більше 121 мільйонів гривень, а за його величиною банк увійшов у двадцатку найприбутковіших банків в Україні.
У грудні 2017 року "ВіЕс Банк" змінив акціонера і ввійшов у групу «ТАС», одну з найбільших фінансово-промислових груп України. Засновником і основним акціонером Групи «ТАС» є Сергій Тігіпко. 12 жовтня 2018 року банк було реорганізовано та приєднано до Таскомбанку, який став правонаступником усіх активів та зобов'язань банку.

## Історія
- 10 жовтня 1991 року Національний банк України зареєстрував «Електрон Банк».
- У 1992 році «Електрон Банк» отримав ліцензію на здійснення операцій в іноземній валюті.
- У 1993 році «Електрон Банк» увів в експлуатацію систему дистанційного банківського обслуговування клієнтів — «Клієнт-Банк».
- У 2003 році банк приєднався до міжбанківської системи SWIFT, в 2005 році — до платіжних систем UniStream, PrivatMoney, Western Union, Migom.
- У 2007 році банк став членом групи Volksbank International AG (Австрія).
- У результаті ребрендингу, який відбувся в 2008 році, банк було перейменовано з Відкритого акціонерного товариства «Електрон Банк» на Відкрите акціонерне товариство «Фольксбанк».
- У 2011 році Сбербанк придбав 100 % акцій групи Volksbank International[5].
- Рішенням загальних зборів акціонерів від 11.10.2013 ПАТ «ФОЛЬКСБАНК» змінює своє найменування на ПУБЛІЧНЕ АКЦІОНЕРНЕ ТОВАРИСТВО «ВіЕс Банк» (англійською мовою PJSC «VS Bank»)[6].
- У грудні 2017 року ВіЕс Банк змінив акціонера і ввійшов у Групу «ТАС». «ВіЕс Банк» придбав український бізнесмен Сергій Тігіпко[7].
- У жовтні 2018 року банк було реорганізовано та приєднано до Таскомбанку[4].

## Власники та керівництво
З грудня 2017 року Головою Спостережної ради ПАТ «ВіЕс Банк» є Попенко Сергій Павлович. З травня 2010 р. посаду Голови Правління банку за рішенням Спостережної ради ПАТ «ВіЕс Банк» очолила Ірина Вікторівна Походзяєва.
Члени Правління (станом на 01.01.2017 р.): Волков Теодор — Член Правління; Болотова Олена Вікторівна — Заступник Голови Правління, Член Правління.
Станом на 1 січня 2017 р., 99.9230 % акцій ПАТ «ВіЕс Банк» належало «Сбербанку Росії» (опосередковано через «Sberbank Europe AG»). У грудні 2017 «ВіЕс Банк» придбав український бізнесмен Сергій Тігіпко.

## Показники діяльності
Згідно із показниками державної реєстрації змін у Статуті Банку від 6 жовтня 2011 року, Статутний капітал банку становив 420 млн грн. Станом на 01 січня2018 року активи Публічного акціонерного товариства «ВіЕс Банк» становили 2 646 млн грн.; статутний капітал — 420 млн грн.; кредитний портфель — 1705  млн грн.; кошти клієнтів — 927 млн грн.
Станом на 01.01.2018 року банк обслуговував близько 27 тис клієнтів.

## Рейтинги та нагороди
- У 1999 році «Електрон Банк» отримав перемогу в конкурсі Фонду державного майна України за послуги зберігача цінних паперів Фонду по трьох областях Західної України.
- У 2004 році «Електрон Банк» посів друге місце в номінації «Підготовка найкращої регулярної інформації серед фінансових закладів за 2003 рік».
- У 2009 та 2010 році відкрите акціонерне товариство «Фольксбанк» посіло перше місце в номінації «У світі грошей: Львів банківський» конкурсу «Обличчя міста 2009».
- У 2009 році за даними опитування, проведеного журналом «Вісник НСМЕП», Публічне акціонерне товариство «Фольксбанк» стало банком 2009 року. В цьому ж році банк увійшов в «Рейтинг ТОП -100. Лідери бізнесу України».
- У 2012 році Ірина Вікторівна Походзяєва, Голова Правління «Фольксбанк» зайняла 5 місце рейтингу «Найуспішніші бізнес-леді України». В цьому ж році банк увійшов в рейтинг найнижчих ставок за кредитами на поповнення обігових засобів в гривні строком на один рік[10].
- У 2013 році Походзяєва Ірина Вікторівна відзначена призовим місцем в номінації «Найкращі топ-менеджери регіональних банків» згідно рейтингу ділового тижневика «Контракти», Незалежної асоціації банків України, рейтингового агентства «Кредит-Рейтинг», компанії «Аваль-Брок», Dragon Capital, SP Advisors.
- У галузі фінанси, банківська та страхова діяльність ПАТ «ВіЕс Банк» також відзначено заслуженим переможцем у регіональному турі Всеукраїнського рейтингу «Сумлінні платники податків» за підсумками 2013 року.
- У 2015 році ПАТ «ВіЕс Банк» відзначено заслуженим переможцем Всеукраїнського рейтингу «Сумлінні платники податків — 2014» у галузі фінанси, банківська та страхова діяльність у галузі фінанси, банківська та страхова діяльність.
- Відзначено нагородою у спеціальній номінації «Найнадійніший банк в Україні» у рамках VIII Всеукраїнського конкурсу «Банк року – 2016»
- Увійшов у топ-50 найбільших платників у банківській сфері (за підсумками 9 міс. 2016 року)
- Відзначено нагородою у спеціальній номінації «Банк з високим рівнем капіталізації та ліквідності» у рамках IX Всеукраїнського конкурсу «Банк року – 2017»

## Соціальна політика та благодійність
- У 2008 році Відкрите акціонерне товариство «Фольксбанк» надало підтримку для проведення заходів, присвячених Дням Відня у Львові.
- У 2011 році «Фольксбанк», за підтримки корпоративного клієнта — телевізійного заводу «Електрон», реалізував благодійний проект, завдяки якому два львівських медичних заклади для дітей отримали LCD-телевізори. В тому ж році разом з видавництвом «Ельгаф» банк реалізував соціальний проект до Міжнародного дня захисту дітей.
- У рамках святкування 20-річного ювілею банком було проведено ряд соціальних проектів — «З повагою до клієнта, з любов'ю до людей».
- У 2013—2017 рр ПАТ «ВіЕс Банк» проводив CSR-діяльність за наступними стратегічними напрямками:
  - еко-проекти (висадка лісу в Івано-Франківському регіоні, цикл екологічних акцій «ВіЕс Банку» «Ми дбаємо про довкілля», прибирання паркових зон: у м. Львові та м. Виноградів, програма «Зелений офіс»;
  - освіта і навчання (підтримка вітчизняної науки, молодих талановитих студентів та спеціалістів: «Дні відкритих дверей» для студентів ЛБІ спеціальності «Банківська справа», а також учнів випускних класів Львівських шкіл);
  - спорт, здоровий спосіб життя (проекти з популяризації здорового способу життя: проведено цикл акцій для працівників Банку «Понеділки без куріння», «П'ятниці без автомобіля», встановлено велопарковки біля офісів банку);
  - форуми, конференції, в тому числі членство в галузевих організаціях (ПАТ «ВіЕс Банк» виступає постійним учасником Міжнародного економічного форуму, що традиційно проходить на Львівщині у жовтні, а також вже 5-й рік поспіль є учасником Весняного Ділового Форуму);
  - благодійність (Благодійні акції до Міжнародного Дня захисту дітей та Дня Святого Миколая у Львівській, Івано-Франківській та Закарпатській областях).

## Ліцензії та ресурси
- Ліцензія Національного Банку України № 31 від 14 жовтня 2011 року на право надання банківських послуг, зазначених у частині третій ст. 47 Закону України «Про банки і банківську діяльність».
- Генеральна ліцензія Національного банку України № 31 від 14.10.2011 року на проведення валютних операцій.
- Додаток до Генеральної Ліцензії на здійснення валютних операцій від 14 жовтня 2011 року.

## Банківські операції, які банк має право здійснювати на основі ліцензій
- Неторговельні операції з валютними цінностями.
- Операції з готівковою іноземною валютою та чеками (купівля, продаж, обмін, прийняття на інкасо), що здійснюються в касах і пунктах обміну іноземної валюти банків.
- Операції з готівковою іноземною валютою та чеками (купівля, продаж, обмін), що здійснюються в пунктах обміну іноземної валюти, які працюють на підставі укладених банками агентських договорів з юридичними особами-резидентами.
- Ведення рахунків клієнтів (резидентів та нерезидентів) в іноземній валюті та клієнтів-нерезидентів у національній валюті України.
- Ведення кореспондентських рахунків банків (резидентів і нерезидентів) в іноземній валюті.
- Ведення кореспондентських рахунків банків (нерезидентів) у національній валюті України.
- Відкриття кореспондентських рахунків в уповноважених банках України в іноземній валюті та проведення операцій за ними.
- Відкриття кореспондентських рахунків у банках (нерезидентах) в іноземній валюті та здійснення операцій за ними.
- Залучення та розміщення іноземної валюти на валютному ринку України.
- Залучення та розміщення іноземної валюти на міжнародних ринках.
- Торгівля іноземною валютою на валютному ринку України.
- Торгівля іноземною валютою на міжнародних ринках.
- Інші операції з валютними цінностями на валютному ринку України.